# Římskokatolická farnost Zbýšov u Brna
Římskokatolická farnost Zbýšov u Brna je územní společenství římských katolíků s farním kostelem sv. Martina z Tours v děkanství rosickém. Do farnosti patří město Zbýšov.

## Historie farnosti
Na místě současného kostela stál původní chrám, o němž je zmínka v roce 1676. V letech 1893–1894 byl postaven nový kostel v novorománském slohu v podobě trojlodní baziliky s kněžištěm ukončeným apsidou.

## Duchovní správci
Administrátorem excurrendo byl od 1. září 2007 do srpna 2013 R. D. Mgr. Petr Hošek z farnosti Oslavany. Od září 2013 do října 2015 byl administrátorem excurrendo R. D. Mgr. Vít Rozkydal. Od 1. listopadu 2015 byl ustanoven administrátorem excurrendo R. D. Mgr. Jaromír Gargoš.

## Bohoslužby
| Kostel              | Místo  | Bohoslužba (den) | Hodina     | Poznámka     |
| ------------------- | ------ | ---------------- | ---------- | ------------ |
| sv. Martina z Tours | Zbýšov | neděle pátek     | 8.00 17.30 | Farní kostel |

## Aktivity ve farnosti
Pravidelně se ve farnosti koná tříkrálová sbírka, v roce 2013 koledníci při ní vybrali více než 51 tisíc korun, o rok později 38 815 korun a v roce 2015 představoval výtěžek sbírky ve Zbýšově 61 238 korun. Náboženství vyučují katechetky na faře ve Zbýšově.
Na 13. duben připadá Den vzájemných modliteb farností za bohoslovce a bohoslovců za farnosti brněnské diecéze. Adorační den se koná 1. prosince.